# トレンズ湖
トレンズ湖 (Lake Torrens) はオーストラリアの南オーストラリア州にある塩湖。
西のアルコーナ高原 (Arcoona Plateau) と東のフリンダーズ山脈の間に位置し、アデレード中心からおよそ345km北にある。海抜約30m。湖はレイク・トレンズ国立公園 (Lake Torrens National Park) 内にある。
湖は長さは約250km、幅は平均30kmである。水で満たされるとオーストラリアで2番目に大きな湖であり、その面積は5,745km2となる。
トレンズ湖から海への流出先は存在しない。
およそ35000年前は湖は淡水から汽水であったが、次第に塩分濃度が上昇していった。
最初に湖を視認したヨーロッパ人はエドワード・ジョン・エアであり、1839年のことである。エアはロバート・トレンズ (Robert Torrens) にちなみ、湖を命名した。トレンズは南オーストラリア植民地の創設者の一人である。
湖は1897年、1989年春に水で満たされている。